# Pedro Radio

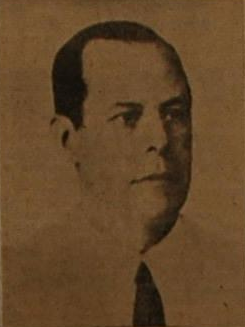
Pedro Radio en 1943.

Pedro Radio (Paraná, 27 de marzo de 1894-Victoria, 25 de septiembre de 1956) médico, político y diplomático argentino. Benefactor de la ciudad de Victoria.

## Biografía
Nació en Paraná y en 1919 se radicó en Victoria, Provincia de Entre Ríos. Fue Diputado Nacional en tres periodos (1932-1936, 1936-1940, y 1940-1943), candidato a Gobernador de la Provincia de Entre Ríos por el Partido Demócrata Nacional en 1939, 1943 y 1946, y embajador en España durante los primeros años del peronismo. En 1950 terminó su misión como embajador y regresó a Victoria, donde falleció el 25 de septiembre de 1956.

## Obras, honores y distinciones
Fundador de la Escuela de Comercio. Entre otras obras que se realizaron por su gestión se cuenta el edificio de la prefectura, el hogar de ancianos Cuneo, la sala de rayos del hospital Fermín Salaberry, las calles del casco céntrico realizadas de hormigón, la Avenida Costanera que lleva su nombre y en la que se alza un busto en su memoria.
La escuela técnica de la Ciudad de Victoria lleva su nombre.
En 1948, España lo distinguió, condecorándolo con la gran cruz de la Orden de Isabel la Católica.